# Ferdinand al IV-lea al Castiliei
Ferdinand al IV-lea al Castiliei (în spaniolă: Fernando IV de Castilla), (n. 6 decembrie 1285, Sevilla, Regatul Sevillei⁠(d), Spania – d. 7 septembrie 1312, Jaén, Andaluzia, Spania) a fost rege al Castiliei și al Leonului între anii 1295-1312.
În timpul copilăriei sale regatul a fost condus de mama sa, Maria de Molina, regele minor fiind sub tutela infantelui Enrique de Castilla „el Senador”, fiul regelui Ferdinand al III-lea cel Sfânt. Mama sa a continuat să joace un rol politic și în timpul majoratului fiului ei, împiedicând de mai multe ori detronarea acestuia.   
Domnia sa a stat sub semnul confruntării dintre regalitate și nobilimea condusă de unchiul regelui, Infantele Juan de Castilia de Tarifa și de Juan Núñez de Lara el Menor, sprijiniți uneori și de Don Juan Manuel, nepotul lui Ferdinand  al III-lea. 
Ferdinand al IV-lea a urma calea predecesorilor săi în continuarea războiului Reconquistei și chiar dacă în 1309 a eșuat în încercarea de a cuceri Algeciras, a izbutit, în același an, să ocupe Gibraltarul, iar în 1312 să obțină controlul orașului Alcaudete din regiunea Jaen.
La Cortesul de la Valladolid din 1312 regele a dat un impuls reformei administrației și sistemului judiciar, în cadrul eforturilor sale de întărire a autorității monarhiei în detrimentul celei a nobilimii.
Ferdinand al IV-lea a murit la Jaén la numai 27 ani la 7 septembrie 1312 și a fost înmormântat la Colegiata  de San Hipólito de Córdoba.
1. ↑  Czech National Authority Database, accesat în 29 ianuarie 2023